# Georgij Kropatjov
Georgij Kropatjov (russisk: Георгий Борисович Кропачёв) (født 15. april 1930 i Sankt Petersborg i Sovjetunionen, død 13. marts 2016 i Sankt Petersborg i Rusland) var en sovjetisk filminstruktør, skuespiller og manuskriptforfatter.

## Filmografi
- Vij (Вий, 1967)[2][3]